# Ornes
Pour l’article ayant un titre homophone, voir Orne.
Ne doit pas être confondu avec Ørnes.
Ornes est une commune française située dans le département de la Meuse, en région Grand Est.
Bien qu'elle comporte quelques maisons et garde une poignée d'habitants permanents, la commune est classée comme « morte pour la France ». Elle fait partie des neuf villages français détruits durant la Première Guerre mondiale non reconstruits car classés en zone rouge du département de la Meuse.

## Géographie

### Localisation
Ornes est située sur le chemin départemental 24, au pied des côtes qui bordent à l'est le cours de la Meuse, à une douzaine de kilomètres à vol d'oiseau au nord-est de Verdun. L'Orne, un ruisseau qui, devenu rivière, se jette dans la Moselle à Richemont près de Hagondange, prend sa source sur le territoire de la commune.
Le village est maintenant situé en bordure de la forêt domaniale de Verdun qui recouvre les côtes et camoufle les milliers de trous d'obus tombés durant la Première Guerre mondiale et encore parfaitement visibles aujourd'hui.

### Communes limitrophes
|                                                                    | Azannes-et-Soumazannes    | Gremilly          |
| Beaumont-en-Verdunois village détruit                              | Ornes                     | Maucourt-sur-Orne |
| Louvemont-Côte-du-Poivre village détruit Douaumont village détruit | Bezonvaux village détruit |                   |

### Hydrographie

#### Réseau hydrographique
La commune est traversée par la ligne de partage des eaux entre les bassins versants du Rhin et de la Meuse au sein du bassin Rhin-Meuse. Elle est drainée par l'Orne, le ruisseau de Bezonvaux, le ruisseau de Curemont, le ravin des Renard, le ruisseau de Russe et le ruisseau de l'Étang des Crocs,.
L'Orne, d'une longueur de 86 km, prend sa source dans la commune  et se jette  dans la Moselle à Richemont, après avoir traversé 25 communes.

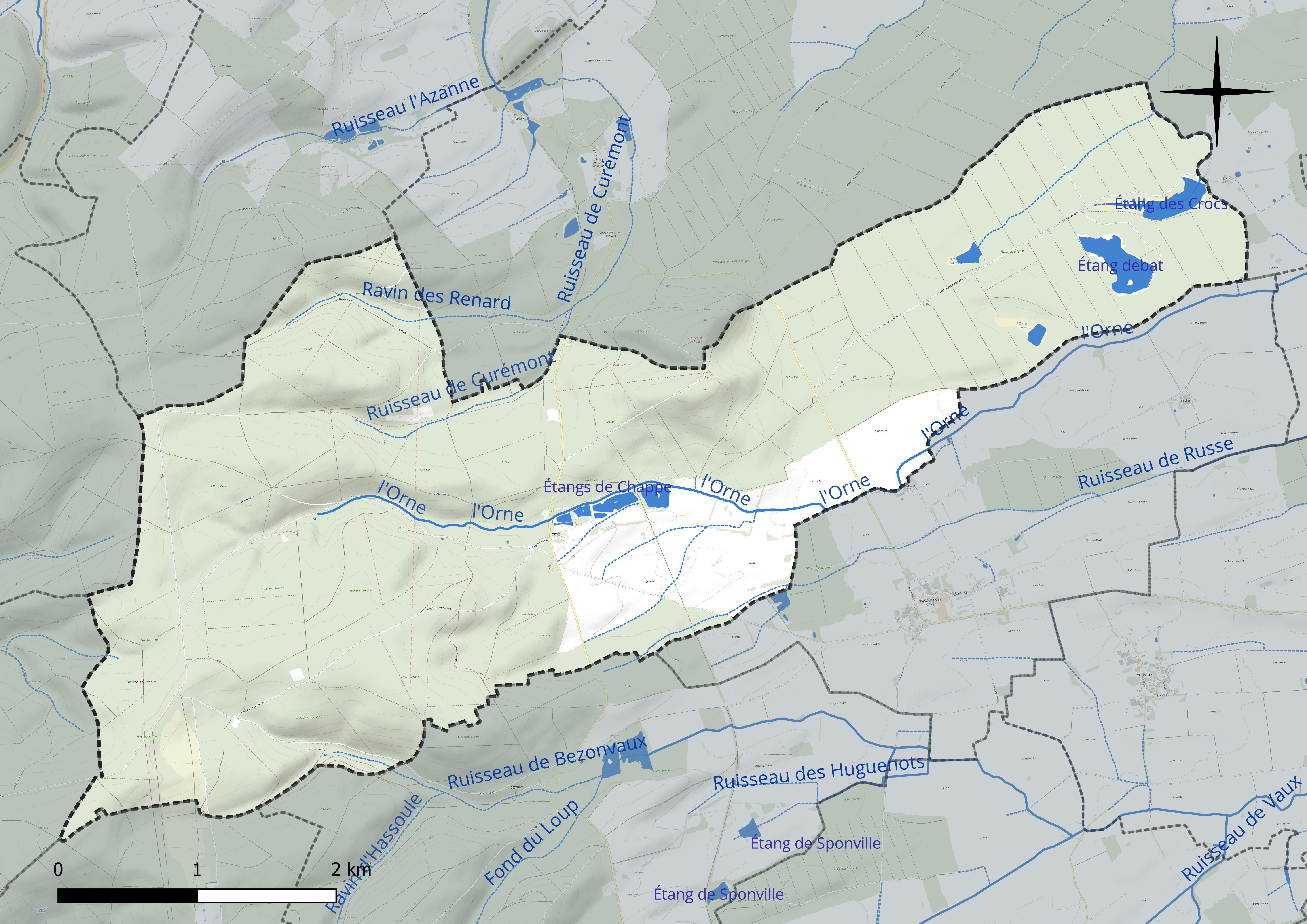
Réseau hydrographique d'Ornes.

Trois plans d'eau complètent le réseau hydrographique : les étangs de Chappe (5,4 ha), l'étang debat (10,4 ha) et l'étang des Crocs (7,4 ha),.

#### Gestion et qualité des eaux
Le territoire communal est couvert par le schéma d'aménagement et de gestion des eaux (SAGE) « Bassin ferrifère ». Ce document de planification concerne le périmètre des anciennes galeries des mines de fer, des aquifères et des bassins versants hydrographiques associés qui s’étend sur 2 418 km2. Les bassins versants concernés sont celui de la Chiers en amont de la confluence avec l'Othain, et ses affluents (la Crusnes, la Pienne, l'Othain), celui de l'Orne et ses affluents et celui de la Fensch, le Veymerange, la Kiesel et les parties françaises du bassin versant de l'Alzette et de ses affluents (Kaylbach, ruisseau de Volmerange). Il a été approuvé le 27 mars 2015. La structure porteuse de l'élaboration et de la mise en œuvre est la région Grand Est.
La qualité des cours d’eau peut être consultée sur un site dédié géré par les agences de l’eau et l’Agence française pour la biodiversité.

### Climat
Pour des articles plus généraux, voir Climat du Grand Est et Climat de la Meuse.
En 2010, le climat de la commune est de type climat de montagne, selon une étude du Centre national de la recherche scientifique s'appuyant sur une série de données couvrant la période 1971-2000. En 2020, Météo-France publie une typologie des climats de la France métropolitaine dans laquelle la commune est exposée à un climat océanique altéré et est dans la région climatique Lorraine, plateau de Langres, Morvan, caractérisée par un hiver rude (1,5 °C), des vents modérés et des brouillards fréquents en automne et hiver.
Pour la période 1971-2000, la température annuelle moyenne est de 9,5 °C, avec une amplitude thermique annuelle de 16,1 °C. Le cumul annuel moyen de précipitations est de 915 mm, avec 13,2 jours de précipitations en janvier et 9,4 jours en juillet. Pour la période 1991-2020, la température moyenne annuelle observée sur la station météorologique de Météo-France la plus proche, « Rouvres-en-woevre », sur la commune de Rouvres-en-Woëvre à 16 km à vol d'oiseau, est de 10,8 °C et le cumul annuel moyen de précipitations est de 668,3 mm. 
La température maximale relevée sur cette station est de 40,2 °C, atteinte le 24 juillet 2019 ; la température minimale est de −15,4 °C, atteinte le 7 février 2012,,.
Les paramètres climatiques de la commune ont été estimés pour le milieu du siècle (2041-2070) selon différents scénarios d'émission de gaz à effet de serre à partir des nouvelles projections climatiques de référence DRIAS-2020. Ils sont consultables sur un site dédié publié par Météo-France en novembre 2022.

## Urbanisme

### Typologie
Au 1er janvier 2024, Ornes est catégorisée commune rurale à habitat très dispersé, selon la nouvelle grille communale de densité à sept niveaux définie par l'Insee en 2022.
Elle est située hors unité urbaine. Par ailleurs la commune fait partie de l'aire d'attraction de Verdun, dont elle est une commune de la couronne,. Cette aire, qui regroupe 103 communes, est catégorisée dans les aires de moins de 50 000 habitants,.

### Occupation des sols
L'occupation des sols de la commune, telle qu'elle ressort de la base de données européenne d’occupation biophysique des sols Corine Land Cover (CLC), est marquée par l'importance des forêts et milieux semi-naturels (88,7 % en 2018), en augmentation par rapport à 1990 (87,8 %). La répartition détaillée en 2018 est la suivante : 
forêts (71,8 %), milieux à végétation arbustive et/ou herbacée (16,9 %), prairies (7,9 %), terres arables (3,5 %). L'évolution de l’occupation des sols de la commune et de ses infrastructures peut être observée sur les différentes représentations cartographiques du territoire : la carte de Cassini (XVIIIe siècle), la carte d'état-major (1820-1866) et les cartes ou photos aériennes de l'IGN pour la période actuelle (1950 à aujourd'hui).

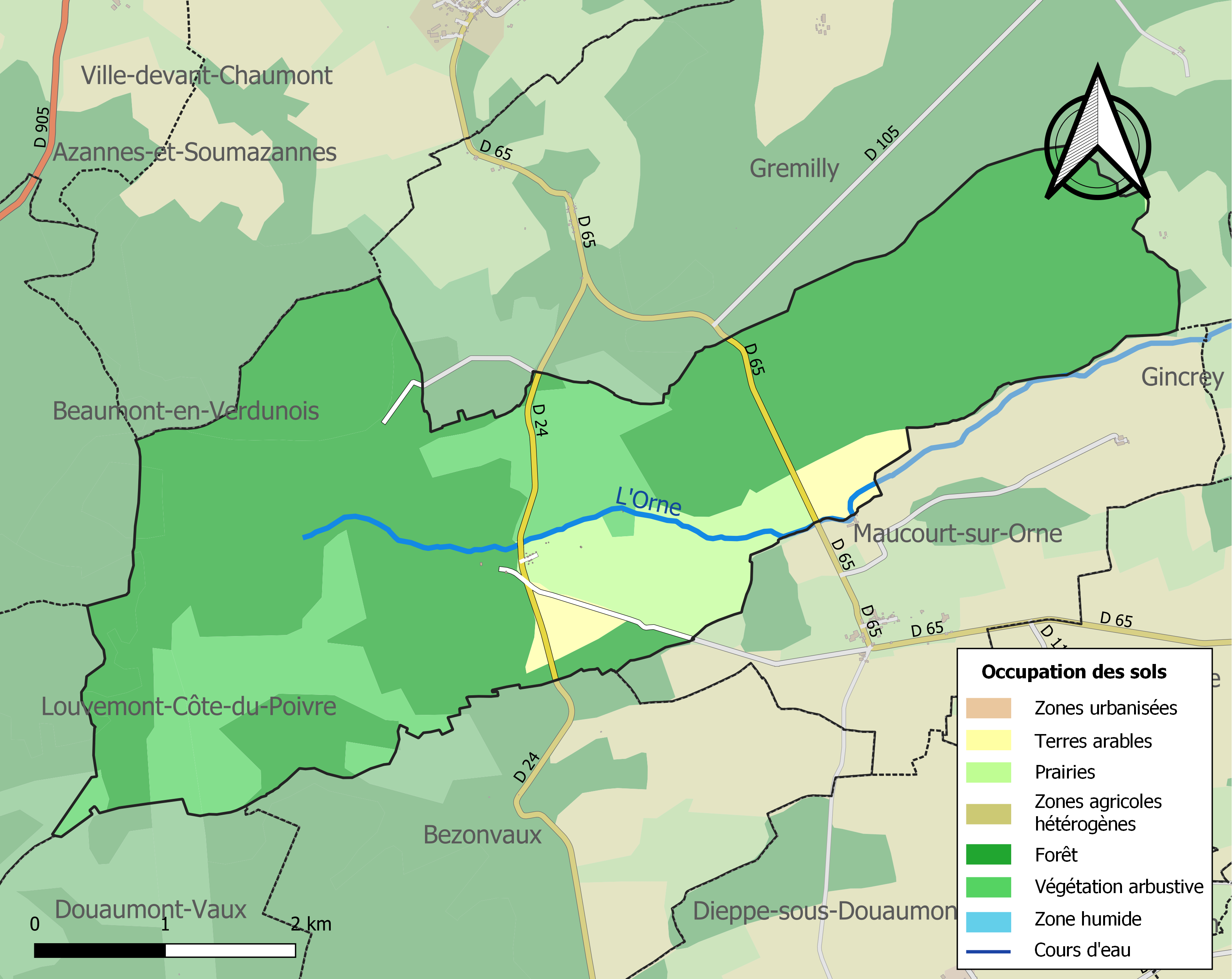
Carte des infrastructures et de l'occupation des sols de la commune en 2018 (CLC).

## Toponymie
Le nom de la localité est attesté sous les formes Urna (812) ; Orna in Wapria (1015) ; Orna (1047) ; Allodium de Orna (1051) ; Orne (1156) ; Ornes (1793) ; Ornes (1801).

En lorrain, la commune est appelée Ioûne.

Du nom de la rivière, le village est situé à la source de l'Orne, dont l'étymologie est incertaine.
Anciennement, une partie de ce village s'appelait Semoune « source de l'Orne », de summuse « source » et Orne.

## Histoire
Le village existait déjà en 1046 et dépendait de l'abbaye Saint-Maur de Verdun. Affranchi en 1251, il devint le chef-lieu d'une baronnie importante, d'un bailliage et d'une prévôté.
En 1285, Aubert ou Albert d'Ornes se trouve parmi les invités du comte de Chiny à Chauvency-le-Château : il combat lors du célèbre tournoi (relaté par Jacques Bretel) aux côtés des Briey, Rosières, Cumières et Creuë.
En 1653, les troupes lorraines, catholiques, investissaient le château d'Ornes dont les seigneurs avaient suivi le mouvement de la Réforme.
Le 21 février 1916, le tonnerre des canons marque le début de la bataille de Verdun. Situé sur le secteur de Verdun, le village, pris par les troupes allemandes le 24 février 1916, sera repris par les Français le 23 août 1917. Entre-temps il aura été totalement ruiné sous l'acharnement des échanges d'artillerie.
Avant sa destruction, Ornes était un village important puisque sa population a dépassé les 1 300 habitants vers le milieu du XIXe siècle. Plusieurs moulins et ateliers de tissage en faisaient partie. À la veille de 1914 restaient encore plus de 700 habitants, vivant de l'agriculture et de l'artisanat. Ornes servait de bourg vis-à-vis des villages environnants.
Sur les dernières années de la vie d'Ornes, on pourra consulter l'ouvrage très documenté du chanoine Charles Laurent, ancien directeur du grand séminaire de Verdun : « Ornes, la vie et la mort d'un village meusien », publié dans les Mémoires de la Société des lettres, sciences et arts de Bar-le-Duc (Tome 49). Ouvrage disponible sur Gallica: https://gallica.bnf.fr/ark:/12148/bpt6k33458081.texteImage

## Politique et administration

### Liste des maires

#### Maires d'Ornes avant sa destruction
| Période | Période | Identité                    | Étiquette | Qualité |
| ------- | ------- | --------------------------- | --------- | --- |
|         |         |                             |           | |
| 1799    | 1810    | Michel Dormois              |           | |
| 1811    | 1812    | Nicolas Charton             |           | |
| 1813    | 1819    | Jean-Nicolas Manget         |           | |
| 1819    | 1831    | Jean-Nicolas Lambert        |           | Né le 1er février 1768 à Douaumont, mort le 20 mars 1831 Chef de bataillon en retraite de la Garde impériale                        |
| 1831    | 1833    | François Ferée              |           | |
| 1833    | 1834    | François Lecourtier         |           | |
| 1834    | 1835    | Jean-Baptiste Jacques       |           | |
| 1835    | 1846    | Christophe Molinet          |           | |
| 1846    | 1848    | Antoine Deville             |           | Propriétaire, distillateur, né le 19 juillet 1778 à Ornes, décédé le 27 janvier 1849                                                |
| 1848    | 1851    | Antoine Aubry               |           | |
| 1851    | 1854    | François Lecourtier-Jacques |           | |
| 1854    | 1871    | Christophe Molinet          |           | |
| 1871    | 1876    | Auguste Lecourtier-Jamin    |           | |
| 1876    | 1888    | Louis-Christophe Schemouder |           | |
| 1888    | 1892    | Antoine Aubry               |           | |
| 1892    | 1897    | Adolphe Deville             |           | Propriétaire, cultivateur ; né le 12 Août 1841 à Metz et décédé en 1917 à Paris. Petit-fils de Antoine Deville, précédemment maire. |
| 1897    | 1900    | Jean-François Simonet       |           | |
| 1900    | 1907    | Édouard-Louis Ferée         |           | |
| 1907    | 1912    | Antoine-Émile Ferée         |           | |
| 1912    | 1924    | Edmond Laurent              |           | |

#### Maires après la destruction de la commune
Comme les autres villages détruits, Ornes a conservé son statut de commune. Un maire et deux adjoints sont nommés par le préfet de la Meuse.  
| Période | Période   | Identité             | Étiquette | Qualité |
| ------- | --------- | -------------------- | --------- | ------- |
| 1965    | 1981      | Émile Saint-Vanne    |           |         |
| 1981    | 2004      | Clémence Saint-Vanne |           |         |
| 2005    | mars 2008 | Charles Saint-Vanne  |           |         |

Depuis 2008, le maire de la commune est à nouveau élu.
| Période   | Période                   | Identité                                           | Étiquette | Qualité        |
| --------- | ------------------------- | -------------------------------------------------- | --------- | -------------- |
| mars 2008 | En cours (au 23 mai 2020) | Charles Saint-Vanne Réélu pour le mandat 2020-2026 |           | Ancien ouvrier |

### Élections
Fait assez rare pour être souligné, les électeurs d'Ornes ont voté à hauteur de 100 % pour Marine Le Pen lors du deuxième tour de l'élection présidentielle de 2017. À noter cependant que sur les dix électeurs inscrits, trois se sont abstenus et un a voté blanc.
En 2022 les électeurs d'Ornes ont une nouvelle fois voté à hauteur de 100 % pour Marine Le Pen lors du deuxième tour de l'élection présidentielle de 2022.
Cette fois cependant si sur les dix électeurs inscrits, trois se sont abstenus et il n'y a eu aucun vote blanc.
En 2024, les électeurs d'Ornes sont les seuls en France à avoir voté à 100% pour le Rassemblement national, cette fois ci dirigée par Jordan Bardella lors des élections européennes 2024. Sur les dix électeurs inscrits, quatre se sont abstenus et il n'y a eu aucun vote blanc.
Récapitulatif des résultats électoraux récents
| Scrutin             | 1er tour | 1er tour | 1er tour  | 1er tour  | 1er tour  | 1er tour  | 1er tour  | 1er tour  | 2d tour     | 2d tour     | 2d tour     | 2d tour     | 2d tour     | 2d tour     |
| Scrutin             | 1er      | %        | 2e        | %         | 3e        | %         | 4e        | %         | 1er         | %           | 2e          | %           | 3e          | %           |
| Européennes 2014    | FN       | 42,86    | UMP       | 14,29     | DLF       | 14,29     | EDE       | 14,29     | Tour unique | Tour unique | Tour unique | Tour unique | Tour unique | Tour unique |
| Régionales 2015     | LR       | 60,00    | PS        | 40,00     | Pas de 3e | Pas de 3e | Pas de 4e | Pas de 4e | LR          | 66,67       | PS          | 16,67       | FN          | 16,67       |
| Présidentielle 2017 | FN       | 50,00    | LR        | 33,33     | LFI       | 16,67     | Pas de 4e | Pas de 4e | FN          | 100         | Pas de 2e   | Pas de 2e   | Pas de 3e   | Pas de 3e   |
| Législatives 2017   | DVD      | 80,00    | LR        | 20,00     | Pas de 3e | Pas de 3e | Pas de 4e | Pas de 4e | FN          | 83,33       | LREM        | 16,67       | Pas de 3e   | Pas de 3e   |
| Européennes 2019    | RN       | 37,50    | LREM      | 25,00     | DLF       | 25,00     | UPR       | 12,50     | Tour unique | Tour unique | Tour unique | Tour unique | Tour unique | Tour unique |
| Régionales 2021     | LR       | 80,00    | RN        | 20,00     | Pas de 3e | Pas de 3e | Pas de 4e | Pas de 4e | LR          | 57,14       | RN          | 28,57       | EELV        | 14,29       |
| Présidentielle 2022 | RN       | 42,86    | EELV      | 14,29     | LR        | 14,29     | REC       | 14,29     | RN          | 100         | Pas de 2e   | Pas de 2e   | Pas de 3e   | Pas de 3e   |
| Législatives 2022   | RN       | 83,33    | MoDem     | 16,67     | Pas de 3e | Pas de 3e | Pas de 4e | Pas de 4e | RN          | 100         | Pas de 2e   | Pas de 2e   | Pas de 3e   | Pas de 3e   |
| Européennes 2024    | RN       | 100      | Pas de 2e | Pas de 2e | Pas de 3e | Pas de 3e | Pas de 4e | Pas de 4e | Tour unique | Tour unique | Tour unique | Tour unique | Tour unique | Tour unique |
| Législatives 2024   | RN       | 100      | Pas de 2e | Pas de 2e | Pas de 3e | Pas de 3e | Pas de 4e | Pas de 4e | Tour unique | Tour unique | Tour unique | Tour unique | Tour unique | Tour unique |
| ------------------- | -------- | -------- | --------- | --------- | --------- | --------- | --------- | --------- | ----------- | ----------- | ----------- | ----------- | ----------- | ----------- |

## Population et société

### Démographie
L'évolution du nombre d'habitants est connue à travers les recensements de la population effectués dans la commune depuis 1793. Pour les communes de moins de 10 000 habitants, une enquête de recensement portant sur toute la population est réalisée tous les cinq ans, les populations de référence des années intermédiaires étant quant à elles estimées par interpolation ou extrapolation. Pour la commune, le premier recensement exhaustif entrant dans le cadre du nouveau dispositif a été réalisé en 2005.

En 2022, la commune comptait 8 habitants, en évolution de +33,33 % par rapport à 2016 (Meuse : −4,4 %, France hors Mayotte : +2,11 %).
| 1793 | 1800  | 1806  | 1821  | 1831  | 1836  | 1841  | 1846  | 1851  |
| ---- | ----- | ----- | ----- | ----- | ----- | ----- | ----- | ----- |
| 989  | 1 036 | 1 083 | 1 200 | 1 249 | 1 243 | 1 262 | 1 317 | 1 316 |

| 1856  | 1861  | 1866  | 1872  | 1876  | 1881  | 1886  | 1891 | 1896 |
| ----- | ----- | ----- | ----- | ----- | ----- | ----- | ---- | ---- |
| 1 287 | 1 260 | 1 193 | 1 145 | 1 100 | 1 033 | 1 021 | 975  | 913  |

| 1901 | 1906 | 1911 | 1921 | 1926 | 1931 | 1936 | 1946 | 1954 |
| ---- | ---- | ---- | ---- | ---- | ---- | ---- | ---- | ---- |
| 861  | 841  | 718  | 23   | 24   | 29   | 9    | 9    | 11   |

| 1962 | 1968 | 1975 | 1982 | 1990 | 1999 | 2005 | 2006 | 2010 |
| ---- | ---- | ---- | ---- | ---- | ---- | ---- | ---- | ---- |
| 5    | 6    | 2    | 1    | 10   | 6    | 2    | 2    | 6    |

| 2015 | 2020 | 2022 | - | - | - | - | - | - |
| ---- | ---- | ---- | - | - | - | - | - | - |
| 5    | 7    | 8    | - | - | - | - | - | - |

#### Liste des curés
| Liste des curés |                                              |
| Période         | Identité                                     |
| en 1786 -       | Delattre Nicolas mort en déportation en 1794 |
| -               |                                              |

## Économie
Néant, lieu de mémoire (commune « morte »).

## Culture locale et patrimoine

### Lieux et monuments

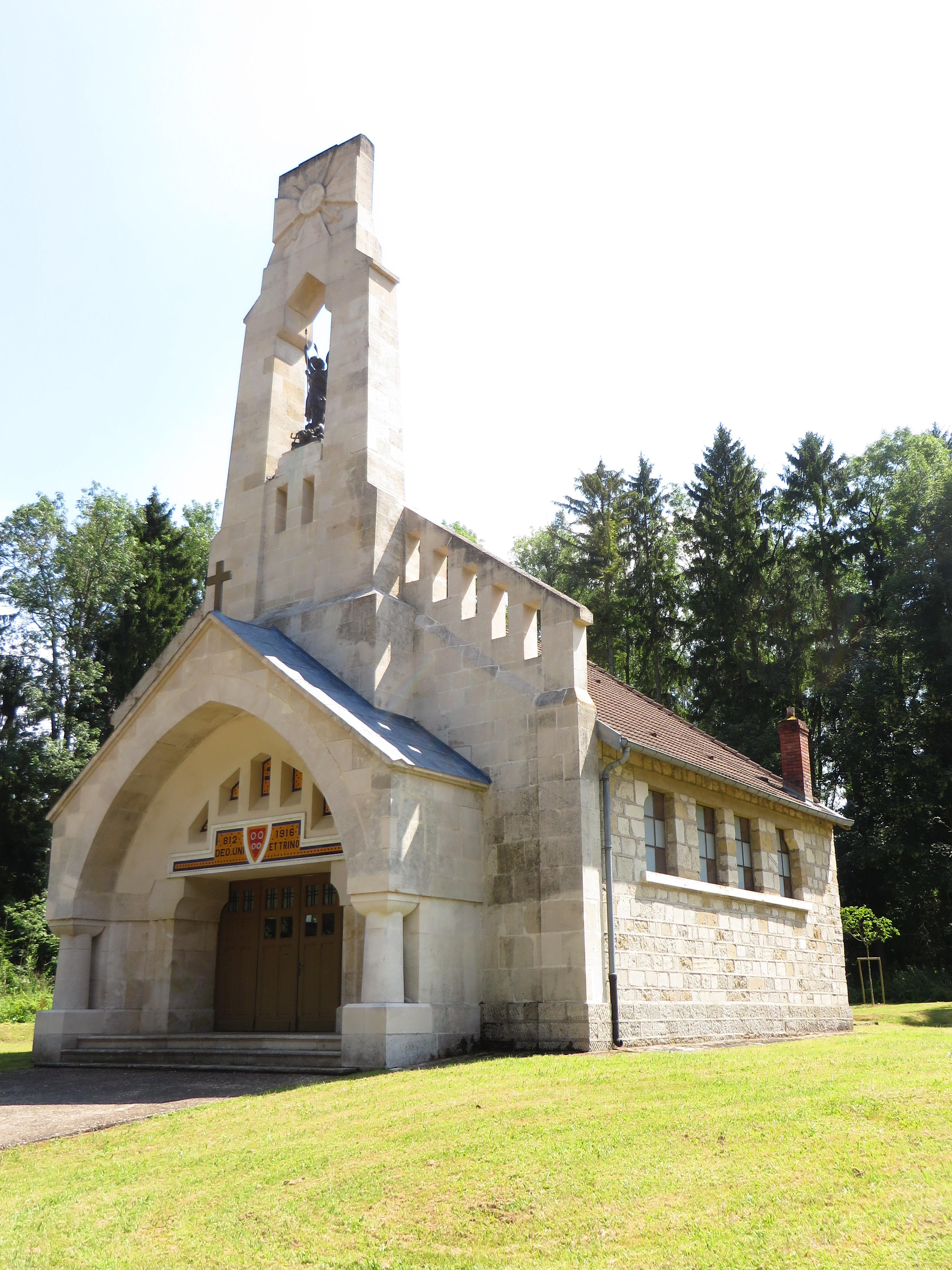
La chapelle Saint-Michel.

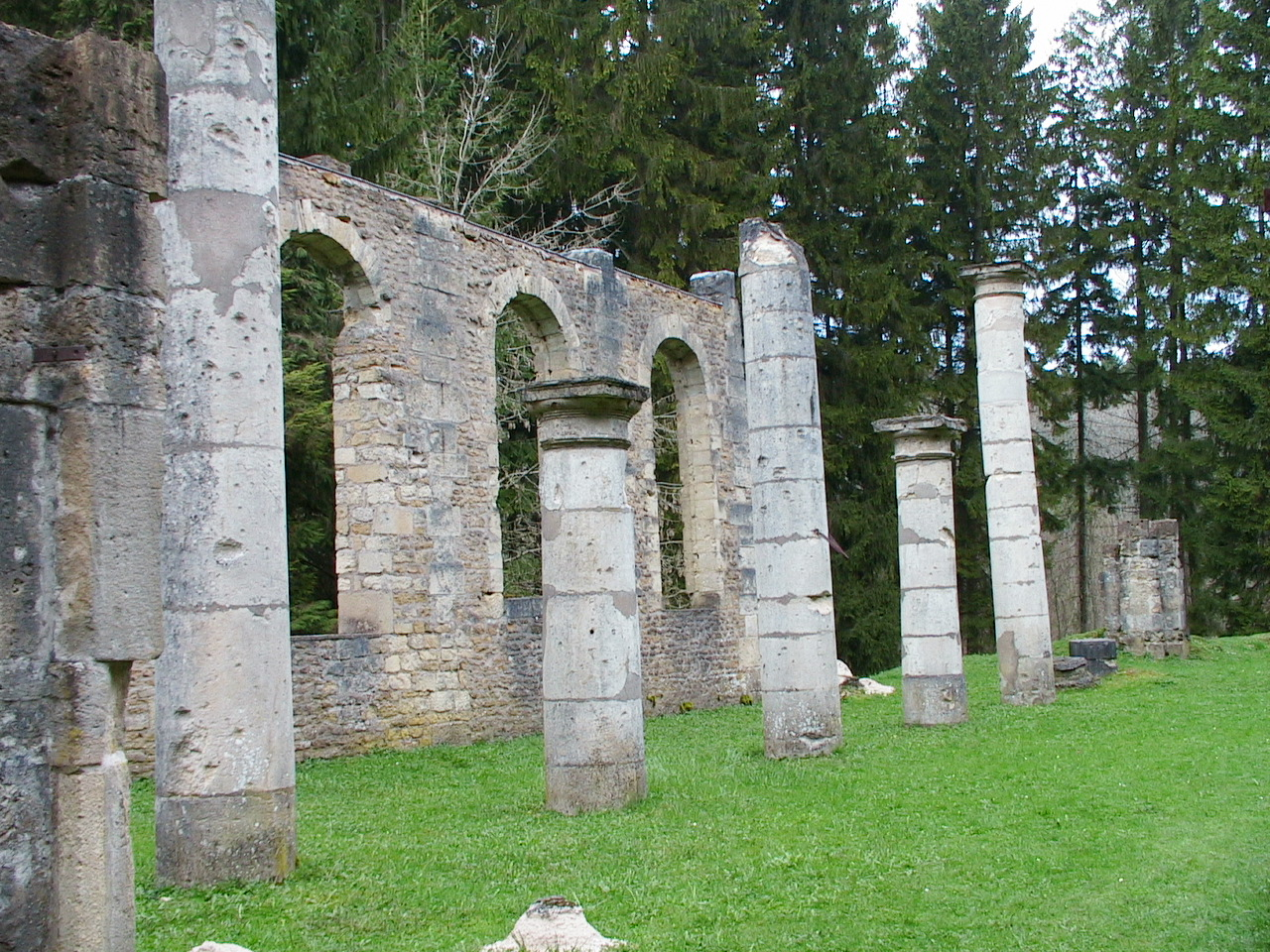
Ornes (Meuse), les ruines de l'église.

- L'ancienne église, maintenant en ruine, était dédiée à saint Michel et datait de 1828  Inscrit MH (1996)[35].
- La chapelle Saint Michel, située à l'entrée du village a été édifiée en 1932  Inscrit MH (2021)[36].
- Les Chambrettes, un secteur comprenant une colline et une ferme, se situe sur la commune de Ornes, à 2,5 km au nord de Douaumont. Ce lieu fut le théâtre de plusieurs opérations pendant la Première Guerre mondiale lors de la bataille de Verdun en 1916[37] et 1917[38].

### Héraldique
| Blason de Ornes | Blason  | D'argent à 5 anneaux de gueule. ou D'argent à bande de sable coticée du même à 5 anneaux de gueules. |
| Blason de Ornes | Détails | L'écu sculpté au fronton intérieur de la chapelle saint Michel, construite en 1932,à l'emplacement du village, reprend les armes de la famille d'Ornes jadis seigneur du village. Dans le Tournoi de Chauvency, Aubert ou Albert d'Ornes est présenté au côté de Guy de Neuville. |

Selon les armoriaux anciens, les armes d'Aubert varient légèrement[39].
Autre écu d'Aubert d'Ornes.
Armoiries de Jacques d'Ornes.